# Авлияр-Аладжинское сражение
Авлия́р-Аладжи́нское сраже́ние или сражение на Аладжинских высотах (тур. Alacadağ Muharebesi) (20 сентября [2 октября] — 3 [15] октября 1877 года) — сражение между русскими и турецкими войсками на Аладжинских высотах (Западная Армения) в ходе Русско-турецкой войны (1877—1878). Завершилось решительной победой русских войск и привело к перелому в пользу России хода боевых действий на кавказском театре войны.

## Планы и силы сторон
В июне 1877 года войска действующего корпуса (командующий генерал от кавалерии М. Т. Лорис-Меликов) Кавказской армии были вынуждены снять осаду Карса и отойти в район Кюрюк-Дара, Башкадыклар, где заняли оборону. Следуя за отходившими русскими войсками, турецкая армия во главе с муширом (маршалом) Ахмед Мухтар-пашой также развернулась и заняла оборону на северных склонах Аладжинских высот и горы Авлияр в 20-30 км восточнее Карса. Левый фланг турецких войск опирался на укреплённые высоты Большие и Малые Ягны, центр — на заблаговременно подготовленные к обороне селения Суботан и Хадживали, правый фланг — на высоты Кызыл-тепе и Инах-тепе. Впереди главной оборонительной полосы были подготовлены передовые укрепления, а в 5-10 км за ней находилась тыловая полоса обороны, проходившая на линии селения Визинкей, высоты Авлияр и Аладжа. Обороне турецких войск способствовала местность, изобилующая труднодоступными крутыми каменистыми склонами, глубокими оврагами и большим количеством господствовавших высот.
В течение 2,5 месяцев обе стороны не предпринимали активных действий, накапливая силы для решающего сражения. К середине сентября, численность Анатолийской армии составила 37-38 тысяч человек при 74 орудиях, а действующего Кавказского корпуса — до 56 тысяч человек при 220 орудиях. План сражения был разработан начальником штаба Кавказской армии Н. Н. Обручевым. По его замыслу, предусматривалось нанести удар по туркам, разгромить их и отбросить остатки войск на юг от дороги Александрополь — Карс, и отрезать их от Карса.
С этой целью были созданы три группировки: правофланговая (командующий М. Т. Лорис-Меликов) имела задачу действовать на направлении главного удара; левофланговая (командующий генерал-лейтенант И. Д. Лазарев) должна была сковать противника в центре и на правом фланге; отряду генерал-майора Б. М. Шелковникова (5 батальонов, 3 сотни, 12 орудий) предстояло глубоко обойти правый фланг турецких войск и выйти в тыл главной турецкой позиции. Разгром турецких войск предполагалось достичь одновременным ударом всех трёх группировок. В резерве корпуса (генерал-лейтенант П. Н. Шатилов) находились 10 пехотных батальонов, 10 эскадронов и казачьих сотен, 40 орудий.

## Первый этап сражения
Наступление русских войск началось 19 сентября (1 октября), с обходным маневром отряда Шелковникова. 20 сентября (2 октября) после артиллерийской подготовки перешла в атаку главная группировка русских войск. Противник упорно сопротивлялся и отбил атаки русских войск почти на всех пунктах обороны, только к вечеру удалось сбить турок с высоты Большие Ягны. Утром этого же дня отряд Шелковникова неожиданно для турецких войск вышел в их тыл у селения Аладжа. Но переломить ход сражения ему не удалось — сказалась малая численность отряда. Подтянув подкрепления (до 10 батальонов, 24 орудия), турки блокировали русский отряд, который несколько часов сражался в окружении и к вечеру после ожесточенного боя сумел вырваться и отступить к реке Арпа, потеряв убитыми и ранеными 582 человека. В этом бою стороны понесли большие потери — русские 3383 человека убитыми и ранеными, турки — до 5000 человек. Ночью Ахмед Мухтар-паша отвёл свои войска с передовых позиций, усилив за их счёт оборону ключевых пунктов своей главной позиции.

## Второй этап сражения
21—22 сентября (3—4 октября) турецкие войска попытались перейти в контрнаступление в районах Суботана и высоты Кызыл-тепе, но успеха не имели. В то же время Лорис-Меликов из-за отсутствия питьевой воды был вынужден оставить высоту Большие Ягны и отвести свои части в Кюрюк-Даранский укрепленный лагерь. Турецкое командование, опасаясь за свои коммуникации, в свою очередь 27 сентября (9 октября) также отвело войска с главной позиции на тыловую полосу обороны, после чего оставленные турками селения Суботан и Хадживали, высоты Кызыл-тепе и Большие Ягны были заняты русскими без боя.

## Третий этап сражения
Генерал Лорис-Меликов оценил действия турок как подготовку к отступлению к Карсу, и чтобы не допустить этого, решил нанести превентивный удар. Замысел нового сражения был в целом сходным с замыслом его первого этапа: удар главными силами с фронта с одновременным обходом правого фланга противника и выходом ему в тыл, имея целью окружить и уничтожить турецкие войска в районе высот Авлияр и Аладжа. С учетом предыдущей неудачи, расстановка сил была пересмотрена, фронтальный удар наносился главными силами корпуса (отряды генерал-лейтенантов В. А. Геймана и X. X. Роопа); для обхода правого фланга турок был выделен отряд генерал-лейтенанта И. Д. Лазарева, усиленный частью сил Эриванского отряда генерал-лейтенанта А. А. Тергукасова. В обходной отряд была выделена почти треть сил корпуса: свыше 23 пехотных батальонов, 26 эскадронов и казачьих сотен, 78 орудий. Для связи и координации действий главных сил и обходного отряда, были устроены линии полевого телеграфа.
Вечером 27 сентября (9 октября) отряд И. Д. Лазарева выступил в поход и на следующий день вышел к Дигору. Только вечером 2 октября (14 октября) турецкие войска обнаружили его движение в своём тылу. Против русского отряда был брошен резерв Анатолийской армии (15 батальонов), который был разгромлен обходящим отрядом у селения Шатыр-оглы. Преследуя отступавшего противника, в ночь на 3 октября (15 октября) войска Лазарева штурмом овладели Орлокскими высотами, создав угрозу окружения Анатолийской армии.
Утром 3 (15) октября после 3-часовой артиллерийской подготовки в наступление перешли главные силы действующего корпуса Кавказской армии. Они быстро овладели ключевым опорным пунктом обороны противника — высотой Авлияр и селением Визинкей. Туда прорвался отряд Лазарева. В результате, Анатолийская армия была рассечена на две части: левофланговая группировка, преследуемая конницей генерал-лейтенанта князя З. Г. Чавчавадзе, в беспорядке бежала к Карсу, правофланговая же, после упорного боя была окружена отрядами Лазарева и Роопа, в результате чего капитулировала.

## Потери сторон
В бою 3 (15) октября русская армия потеряла 56 офицеров и 1385 нижних чинов убитыми и ранеными, из них убитыми 202 человека. Турецкая Анатолийская армия была разгромлена: её потери составили от 5 до 6 тысяч убитыми и ранеными, в плен захвачено 7 пашей, 250 офицеров, более 8 тысяч солдат, ещё от 3 до 4 тысяч разбежалось. Были захвачены 35 орудий, свыше 8 тысяч ружей, большие запасы продовольствия и снаряжения.
Всего за две недели сражения, русская армия потеряла свыше 5500 солдат и офицеров убитыми и ранеными, турецкая — до 20 тысяч человек.

## Итоги сражения
В результате этой победы была захвачена стратегическая инициатива на Кавказском театре военных действий. Была снята угроза турецкого вторжения на территорию Российского Закавказья, а перед русскими войсками открылся путь к Карсу и Восточной Анатолии (территория исторической Западной Армении).
В ходе сражения, русское командование умело применяло нанесение фронтальных ударов в сочетании с обходом фланга противника и последующим ударом в его тыл, широкий манёвр силами и средствами, массированное использование артиллерии, а также тактику стрелковых цепей. Новейшим тактическим приёмом стало использование телеграфа для управления войсками и координации их действий непосредственно в ходе сражения. Из недостатков необходимо отметить слабую организацию разведки, что привело к двухмесячному стоянию перед более слабым противником; неудачный выбор направлений атак и слабость обходного отряда в ходе первого этапа сражения.

## В культуре
«Поражение армии Мухтара на Аладжинских высотах» 3 октября 1877 года упомянуто на Колонне Славы в Санкт-Петербурге (1886).
Русский философ В. С. Соловьёв в «Трёх разговорах» (1899) упоминает о сражении «на Аладжинских высотах», где описывает жестокую расправу башибузуков над жителями одного из армянского сёл.